# YUV

Цветовая плоскость (при), представленная в цветовой гамме RGB

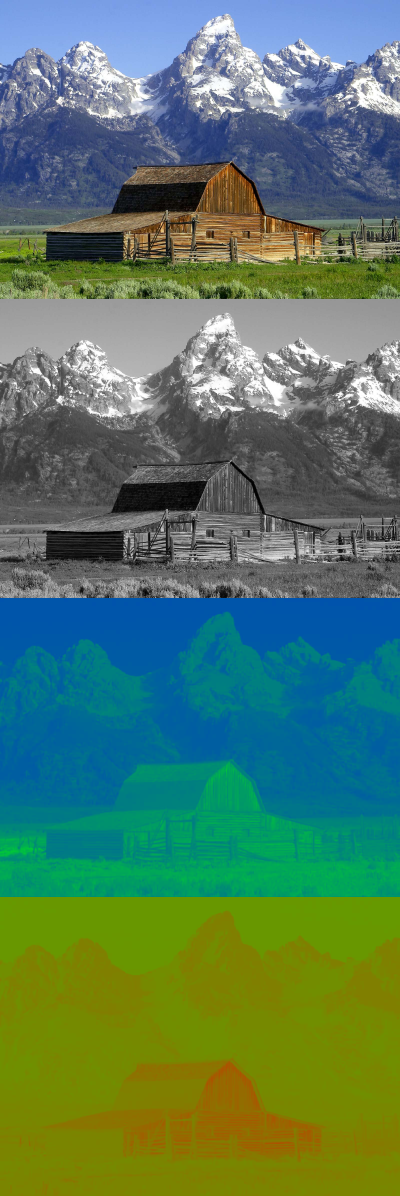
Фотография и её YUV-компоненты

YUV — цветовая модель, в которой цвет состоит из трёх компонентов — яркость {\displaystyle Y} (luminosity) и два цветоразностных компонента {\displaystyle U} и {\displaystyle V} (chrominosity).
Компоненты YUV определены на основе компонент RGB следующим образом:
Обратное преобразование в RGB:
Обратное преобразование сохраняет диапазон изменения компонент RGB, но диапазон изменения компонент {\displaystyle U} и {\displaystyle V} больше, чем у {\displaystyle Y}, что неудобно для кодирования и передачи сигнала. Поэтому вводится нормировка.

## Нормировка YUV. ФорматYPbPr
Если принять, что компоненты RGB изменяются в диапазоне {\displaystyle [0;A)}, тогда, по определению, компонента {\displaystyle U} изменяется в интервале {\displaystyle [-(1-K_{B})A;(1-K_{B})A)}, а {\displaystyle V} — в интервале {\displaystyle [-(1-K_{R})A;(1-K_{R})A)}.
Для приведения к интервалу {\displaystyle [-{\tfrac {A}{2}};{\tfrac {A}{2}})} компоненты {\displaystyle U} и {\displaystyle V} нормируют:
Обратное преобразование в RGB:
Этот способ представления компонент используется для аналогового формата YPbPr.

## Цифровое представление YUV. ФорматYCbCr
Цифровое представление YUV — это формат YCbCr. В основном, для цифрового формата данных используются целые неотрицательные числа из диапазонов размера степени двойки. Чаще — 8, 10 бит и так далее. Поскольку {\displaystyle U} и {\displaystyle V} могут быть отрицательными, то для них вводят смещение — половина от уровней квантования (кодирования). Также для прореживания менее информативных компонент применяют пространственное кодирование, например YUYV или YUV422.
YCbCr или YCrCb?
В рекомендации BT.601 чаще встречается последовательность Cr, Cb — в тексте, формулах, но в Приложении 2 BT.601 — уже Cb, Cr. В последующих рекомендациях той же группы последовательность Cb, Cr сохраняется. Хотя эти рекомендации не регламентируют последовательность записи Cb, Cr в адресном пространстве, казус в очерёдности был принят и воплощён, например, в OpenCV, что затронуло не только названия параметров, но и очерёдность в адресном пространстве.
Тем не менее T-REC-T.871 строго задаёт последовательность — Cb, Cr: «If three components are used, they shall be present in the image with the ordering of the components such that the first component is the {\displaystyle Y} channel, the second component is the CB channel, and the third component is the CR channel».

## Коэффициенты KRи KB
В рекомендации BT.601 определены следующие значения для KR и KB:
Эти же значения используются для преобразования цветового пространства в YPbPr и JPEG (JFIF).
По рекомендации BT.709 определены значения KR и KB:
B рекомендации BT.2020
При этом для сохранения постоянства яркости учитывают нелинейное соответствие RGB и яркости и вводят различные множители для отрицательных и положительных значений U и V. В традиционном варианте, с непостоянной яркостью, множители — постоянные величины.

## Кодирование
YUV в JPEG (T-REC-T.871)
В рекомендации T-REC-T.871 определены преобразования для представления YUV в цифровой форме YCbCr:
По сути, с учётом смещения нуля это преобразование аналогично YPbPr — все компоненты занимают полный диапазон, доступный для данной разрядности данных.
Обратное преобразование в RG':
При этом каждую вычисленную компоненту следует привести к [0,255] — отсечь.
YUV в телевизионных стандартах
Преобразования в рекомендациях BT.601, BT.709, BT.2020 так же относятся к представлению YUV цифровой форме YCbCr, основное отличие которых от T-REC-T.871 в том, что диапазоны изменения компонент меньше, чем доступный для данной разрядности данных: для Y это 220 (8 бит) или 877 (10 бит) и минимальное значение 16 (8 бит) или 64 (10 бит), а для U и V — 225 (8 бит) или 897 (10 бит) и ноль соответствует значению 128 (8 бит) или 512 (10 бит). Это сделано для того, чтобы использовать крайние значения (0 и 255 (8 бит)) для передачи данных синхронизации.
Преобразование для BT.601 YCbCr осуществляется по следующим формулам:
Обратное преобразование для BT.601 в RGB YCbCr из RGB осуществляется по следующим формулам:
где R, G, B — соответственно, цифровое представление интенсивности цветов красного, зелёного и синего; Y — яркостная составляющая; U и V — цветоразностные составляющие. По BT.601 и BT.709 цифровое представление интенсивности цветов означает, что исходную величину интенсивности, прошедшую предварительную гамма-коррекцию и находящуюся в диапазоне [0,1], следует умножить на 219 и прибавить 16, например R = 219 R' + 16.
Модель широко применяется в телевещании и хранении/обработке видеоданных. Яркостная компонента содержит «черно-белое» (в оттенках серого) изображение, а оставшиеся две компоненты содержат информацию для восстановления требуемого цвета. Это было удобно в момент появления цветного телевидения для совместимости со старыми черно-белыми телевизорами.
В цветовом пространстве YUV есть один компонент, который представляет яркость (сигнал яркости), и два других компонента, которые представляют цвет (сигнал цветности). В то время как яркость передаётся со всеми деталями, некоторые детали в компонентах цветоразностного сигнала, лишённого информации о яркости, могут быть удалены путём понижения разрешения отсчётов (фильтрация или усреднение), что может быть сделано несколькими способами (то есть существует много форматов для сохранения изображения в цветовом пространстве YUV).
YUV часто путают с цветовым пространством YCbCr, и, как правило, термины YCbCr и YUV используются как взаимозаменяемые, что приводит к дополнительной путанице. Когда речь идёт о видео или сигналах в цифровой форме, особенно в контексте телевизионного вещания, термин «YUV» в основном означает «Y’CbCr» в терминах одной из рекомендаций BT.601, BT.709 и BT.2020. Если говорят о JPEG или MPEG или в контексте обработки изображений, то имеют в виду T-REC-T.871 YCbCr.